# Manettia domingensis
Manettia domingensis é uma espécie de dicotiledónea pertencente à família Rubiaceae, descrita em 1905.